# Зак, Авром
Авром Зак (15 декабря 1891, Амдур, Гродненская губерния — 22 мая 1980, Буэнос-Айрес) — еврейский поэт, драматург и прозаик, переводчик.

## Биография
Родился в семье меламеда Янкева Зака и Хаи Сергей. Учился в хедере и иешиве в Ружанах. В 1909 году приехал в Варшаву, сблизился с представителями социалистического сионизма. Участвовал в Первой мировой войне, был ранен. С 1916 года жил в Гродно, где подружился с Лейбом Найдусом. В 1919 году вернулся в Варшаву. В течение многих лет был членом комитета по управлению Еврейского Литературного общества и еврейской секции журналистов Польши.
С приходом нацистов в 1939 году бежал из Варшавы, поселился в Гродно, где работал заведующим литературной частью еврейской театральной труппы. В июле 1940 года вместе с другими беженцами из Польши был репрессирован. В 1941 году освобожден. Жил в Казахстане и в Средней Азии, был чернорабочим, ночным сторожем, водовозом. В 1946 году вернулся в Польшу и поселился в Лодзи, некоторое время работал в качестве секретаря местного объединения писателей на идише. В 1948 году уехал в Париж, затем в 1952 — в Аргентину.
Дебютировал стихами в 1908 году, которые были опубликованы в «Дер тог аф шабес» (Вильно). Сотрудничал с «Унзер лебн» (Варшава), в которой опубликовал стихи и рассказы. В 1912 году был заведующим редакцией ежедневника «Дер момент» (Варшава). На протяжении с 1915 по 1919 годы были опубликованы его рассказы, стихи, фельетоны в различных еврейских периодических изданиях: «Неман», «Унзер винкль», «Унзер моргн» и «Лецте найес». Внёс вклад в издание «Дер момент», с 1919 года был редактором литературного пятничного дополнения. На протяжении многолетней литературной деятельности его произведения печатались в «Варшевер шрифтн», «Варшевер альманах», «Литерарише блетер», «Арбейтер цайтунг», «Дер вег», «Унзер вег», «Вохншрифт фар литератур», «Форойс», «Югнт векер», «Фрайе югнт» (Варшава); «Найе фолксблат» и «Лодзер тагенблат» (Лодзь); «Тог» (Вильно); «Дос найе лебн» (Белосток); «Идише шрифтн», «Унзер ворт», «Арбетер ворт», «Ционистише блетер», «Ционистише штиме», «Киём», «Фрайланд», «Кунст ун висншафт» (Париж), «Форвертс» и «Цукунфт» (Нью-Йорк); «Идише цайтунг», «Дер хольц индустриал», «Илюстрирте литерарише блетер», «Гроднер опкланген» и «Дер шпигель» (Буэнос-Айрес).
Перевёл «Мцыри» М. Ю. Лермонтова, «Женитьба» Н. В. Гоголя, «Отец» А.Стриндберга, «Рудин» и «Первая любовь» И. С. Тургенева.

## Произведения
- «Аккорды», 1918;
- «Регес фун троим» («Мгновения мечты»), 1919;
- «Цвишен фир вент» («Среди четырёх стен»), 1920;
- «Унтер ди флигл фун тойт» («Под крыльями смерти»), 1921;
- «Ин шотн» («В тени»), 1922;
- «Ди хурве ун дер палац» («Развалина и дворец»), 1923